# Јанко Митровић
Јанко Митровић (1613–1659) је био командант српских војника, у служби Млетачке републике, од 1648. до своје смрти 1659. године. Учествовао је у Кандијском рату (1645–1669), заједно са Илијом Смиљанићем, као врховни командант трупа млетачких Срба, од којих је поменут у српској епској поезији. Његов син, Стојан Јанковић, кренуо је очевим стопама и придружио се рату, поставши командант.

## Живот
Јанко је био син Митра, који је потицао из Жегара. Митровићи су се, заједно са другима из Жегара, населили у Будиму код Поседарја, тада под млетачком контролом. Јанко је имао три сина и ћерку: Стојана, Илија и Завишу.
Стојан је почео да се бори заједно са својим оцем Митром и Илијом Смиљанићем рано, у Кандијском рату. Илија, као искуснији, именован је за сердара 1648. године након што је његов отац, сердар Петар, умро. У фебруару 1659. године, на реци Цетини, Јанко и Илија Смиљанић подлегли су ранама након борбе са Турцима. Исте године, искусни 23-годишњи Стојан је изабран за вођу од стране чете. Као вођа, стално учествује у биткама на граници. Познат је по томе што је победио неколико турских контингената, па чак и сам убио заповеднике, међу којима су значајни: Али-бег Дуракбеговић, Реџеп-ага Филиповић, ага Велагић, ага Пајалитовић и Ибрахим-ага Ковачевић. Његов син је пао код Дувна 1687. године.

## Извори
1. ↑  Magaš, Damir; Brtan, Josip (2015). Prostor i vrijeme knezova posedarskih: zemljopisna obilježja i povijesni razvoj Općine Posedarje: (Posedarje, Slivnica, Vinjerac, Podgradina, Islam Latinski, Ždrilo i Grgurice). Bibliotheca Croatica maritima et carsologica. Zadar: Sveučilište u Zadru : Hrvatsko geografsko društvo Zadar. ISBN 978-953-331-059-6.
2. ↑  „Wayback Machine” (PDF). scindeks-clanci.nb.rs. Приступљено 2025-08-15.
3. ↑  Mayhew, Tea (2008). Dalmatia Between Ottoman and Venetian Rule: Contado Di Zara, 1645-1718 (на језику: енглески). Viella. ISBN 978-88-8334-334-6.